# 17 de outubro
17 de outubro é o 290.º dia do ano no calendário gregoriano (291.º em anos bissextos). Faltam 75 dias para acabar o ano.

## Eventos históricos

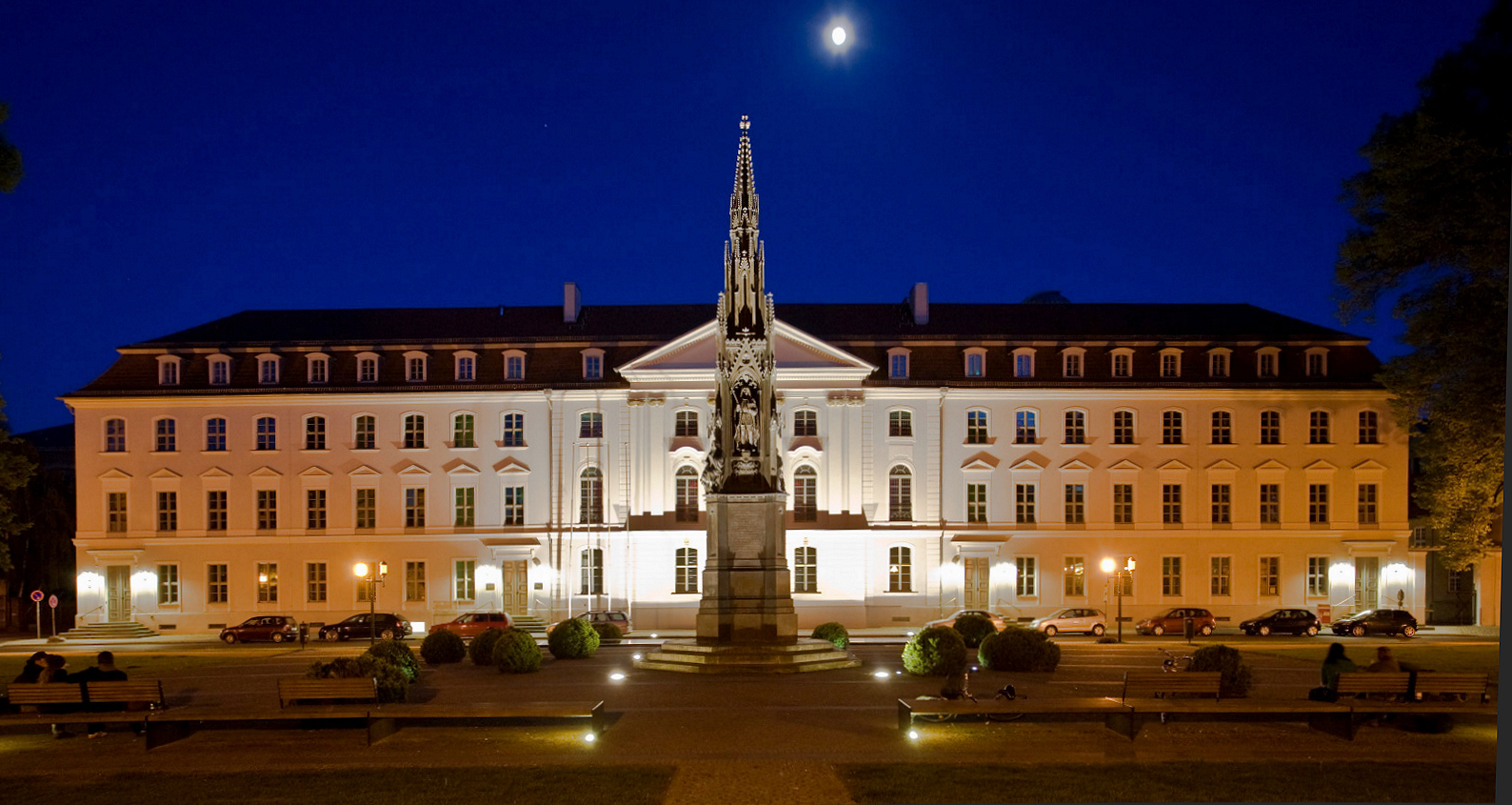
1456: Universidade de Greifswald

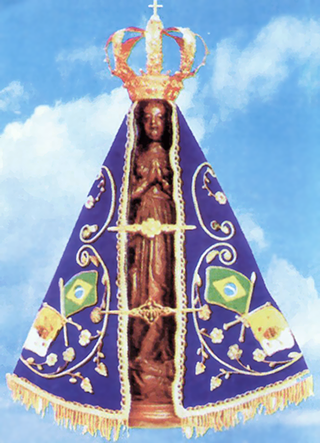
1717: Encontro da imagem de Nossa Senhora Aparecida

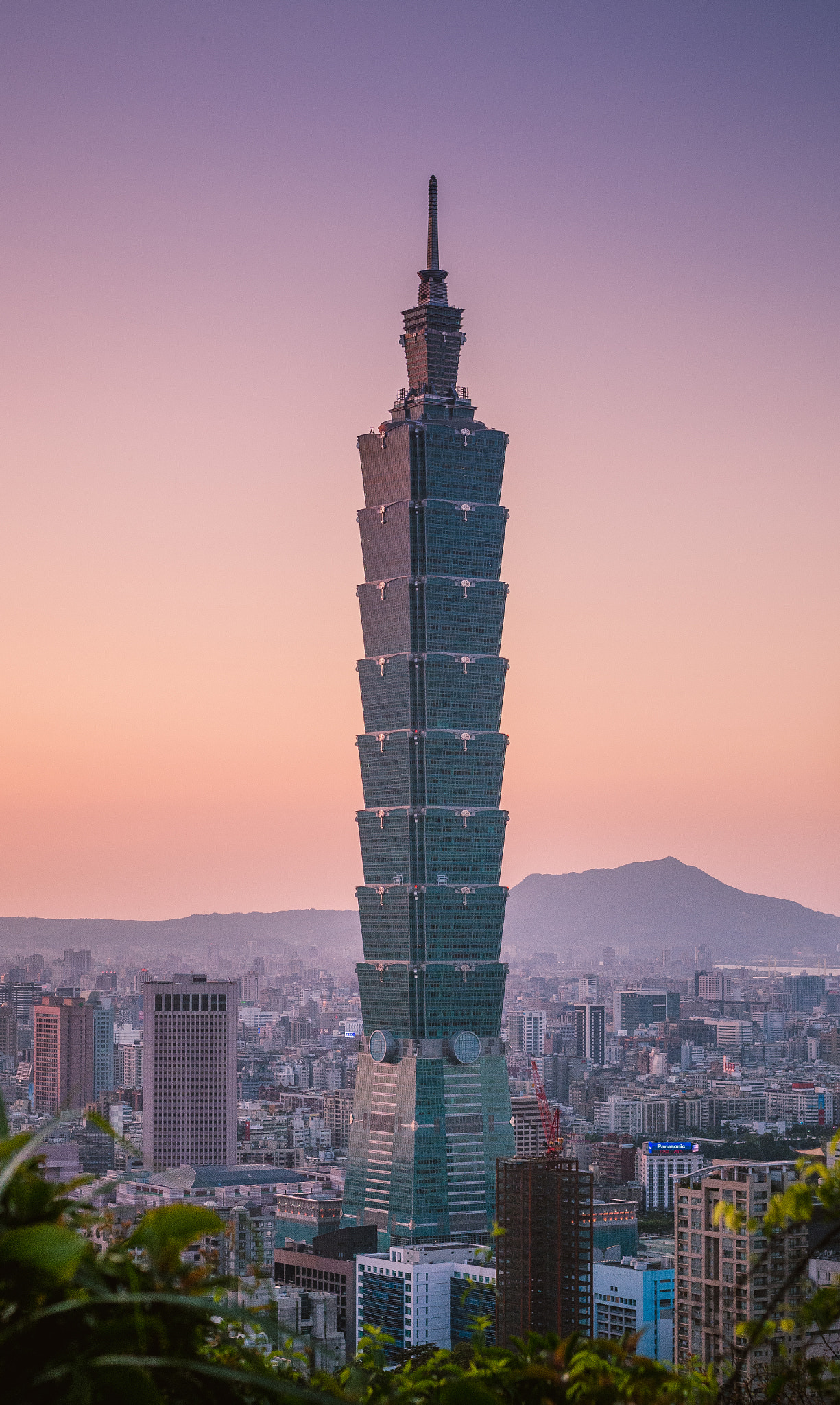
2003: Taipei 101

- 0690 — A imperatriz Wu Zetian estabelece a dinastia Zhou da China.[1]
- 1091 — Tornado de Londres de 1091: Um tornado que se acredita ter a força F4 atinge o coração de Londres.
- 1346 — Os ingleses capturam o rei David II da Escócia e o aprisionam por onze anos.
- 1448 — O exército otomano derrota o exército húngaro na Segunda Batalha do Kosovo.
- 1456 — A Universidade de Greifswald é fundada como a segunda universidade mais antiga do norte da Europa.
- 1534 — Cartazes anticatólicos aparecem em Paris e em outras cidades, apoiando a posição de Ulrico Zuínglio na missa.
- 1604 — A supernova de Kepler é observada na constelação de Ophiuchus.
- 1610 — O rei francês Luís XIII é coroado na Catedral de Reims.
- 1662 — Carlos II de Inglaterra vende Dunquerque a Luís XIV de França por 40 000 libras.
- 1713 — Grande Guerra do Norte: A Rússia derrota a Suécia na Batalha de Kostianvirta em Pälkäne.
- 1717 — Três pescadores encontram no Rio Paraíba do Sul a imagem de Nossa Senhora Aparecida, que anos depois foi proclamada "Padroeira do Brasil".[2]
- 1771 — Estreia em Milão da ópera Ascanio in Alba, composta por Mozart aos 15 anos.
- 1777 — Guerra Revolucionária Americana: o general britânico John Burgoyne entrega seu exército em Saratoga, Nova York.
- 1781 — Guerra Revolucionária Americana: o general britânico Charles, Conde Cornwallis se rende no cerco de Yorktown.
- 1797 — Luxemburgo é anexado pela França (v. Tratado de Campoformio).
- 1806 — O ex-líder da Revolução Haitiana, Imperador Jacques I, é assassinado após um governo opressivo.
- 1811 — As jazidas de prata de Água Amarga, na região do Atacama, são descobertas no Chile tornando-se nos anos seguintes fundamentais para os patriotas financiarem a Guerra da Independência do Chile.[3]
- 1814 — Oito pessoas morrem no Dilúvio de cerveja de Londres.
- 1817 — O túmulo do faraó Seti I é descoberto.
- 1860 — Primeiro Aberto Britânico de Golfe (referido na América do Norte como British Open).
- 1888 — Thomas Edison registra uma patente para o fonógrafo óptico (o primeiro filme).
- 1907 — Companhia Marconi inicia o primeiro serviço comercial transatlântico sem fio.
- 1912 — Bulgária, Grécia e Sérvia declaram guerra ao Império Otomano, juntando-se ao Montenegro na Primeira Guerra Balcânica.
- 1919 — A RCA é incorporada como a Radio Corporation of America.
- 1931 — Al Capone é condenado por sonegação de imposto de renda.
- 1933 — Albert Einstein foge da Alemanha nazista e se muda para os Estados Unidos.
- 1943
  - A Ferrovia da Birmânia (Ferrovia Birmânia–Tailândia) é concluída.
  - Holocausto na Polônia: o campo de extermínio de Sobibor é fechado.
- 1945 — Uma grande manifestação em Buenos Aires, Argentina, exige a libertação de Juan Perón (comemorada posteriormente pelo peronismo como o Dia da Fidelidade).
- 1956 — Bobby Fischer derrota Donald Byrne no Jogo de xadrez do Século.
- 1965 — A Feira Mundial de Nova Iorque de 1964-65 fecha após dois anos com mais de 51 milhões de participantes.
- 1966 — Botswana e Lesoto são admitidos como Estados-Membros da ONU.
- 1969 — O quadro de Caravaggio Natividade com São Francisco e São Lourenço é roubado do Oratório de São Lourenço em Palermo.[4]
- 1973 — A OPEP impõe um embargo de petróleo contra os países que eles consideram ter ajudado Israel na Guerra do Yom Kipur.
- 1977 — O voo Lufthansa 181 pousa em Mogadíscio. Os reféns restantes são posteriormente resgatados.
- 1979 — Madre Teresa de Calcutá é agraciada com o Prêmio Nobel da Paz.
- 1989
  - O Politburo da Alemanha Oriental vota para remover Erich Honecker de seu cargo de secretário-geral.
  - O sismo de 6,9 Mw Loma Prieta sacode a área da baía de São Francisco e a costa central, matando sessenta e três pessoas.
- 2000 — O acidente ferroviário de Hatfield leva ao colapso da Railtrack.
- 2001 — O ministro do Turismo de Israel, Rehavam Ze'evi, é assassinado por Hamdi Quran, tornando-se assim o israelense de mais alto escalão a ser morto por um palestino.
- 2003 — Taipei 101, um arranha-céu de 101 andares em Taipei, se torna o maior arranha-céu do mundo.
- 2017 — Guerra Civil Síria: As Forças Democráticas Sírias capturam o último ponto de apoio do Estado Islâmico do Iraque e do Levante (EIIL) em Raqqa, marcando o fim da Batalha de Raqqa.
- 2018
  - O uso recreativo da cannabis é legalizado no Canadá.[5]
  - Igreja Ortodoxa Russa rompe relações com o Patriarcado Ecumênico de Constantinopla após a concessão de autocefalia à igreja da Ucrânia. É a maior ruptura dentro da comunhão ortodoxa desde o cisma do Oriente no século XI.[6]
  - Tiroteio e ataque à bomba em uma escola de Querche mata 20 pessoas e deixa outras 73 feridas.[7]
- 2019 — Começa uma séria de Protestos no Líbano.
- 2022 — Enchentes na Nigéria matam mais de 600 pessoas e deixam mais de 1,3 milhão de desabrigados, além de mais de 200 000 casas destruídas, total ou parcialmente.[8]
- 2023 — Em Gaza, o Bombardeio do Hospital Árabe Al-Ahli matou 471 pessoas, em um dos episódios mais mortíferos na guerra Israel-Hamas.[9]

## Nascimentos

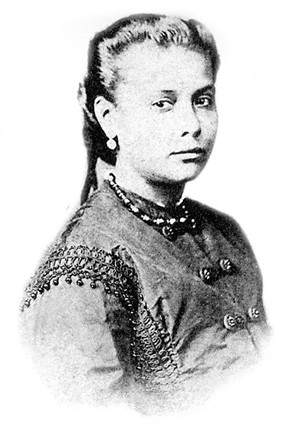
Chiquinha Gonzaga

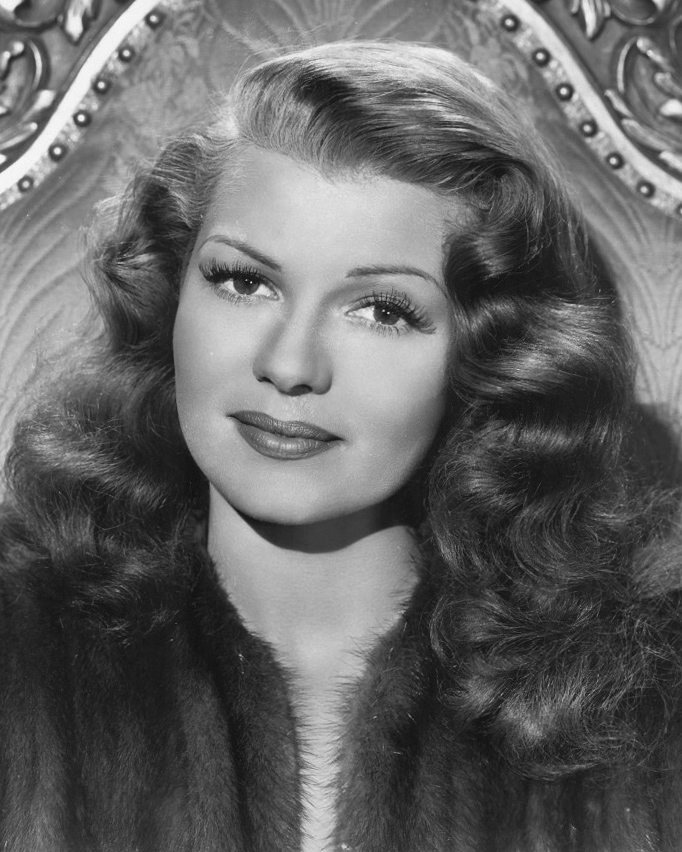
Rita Hayworth

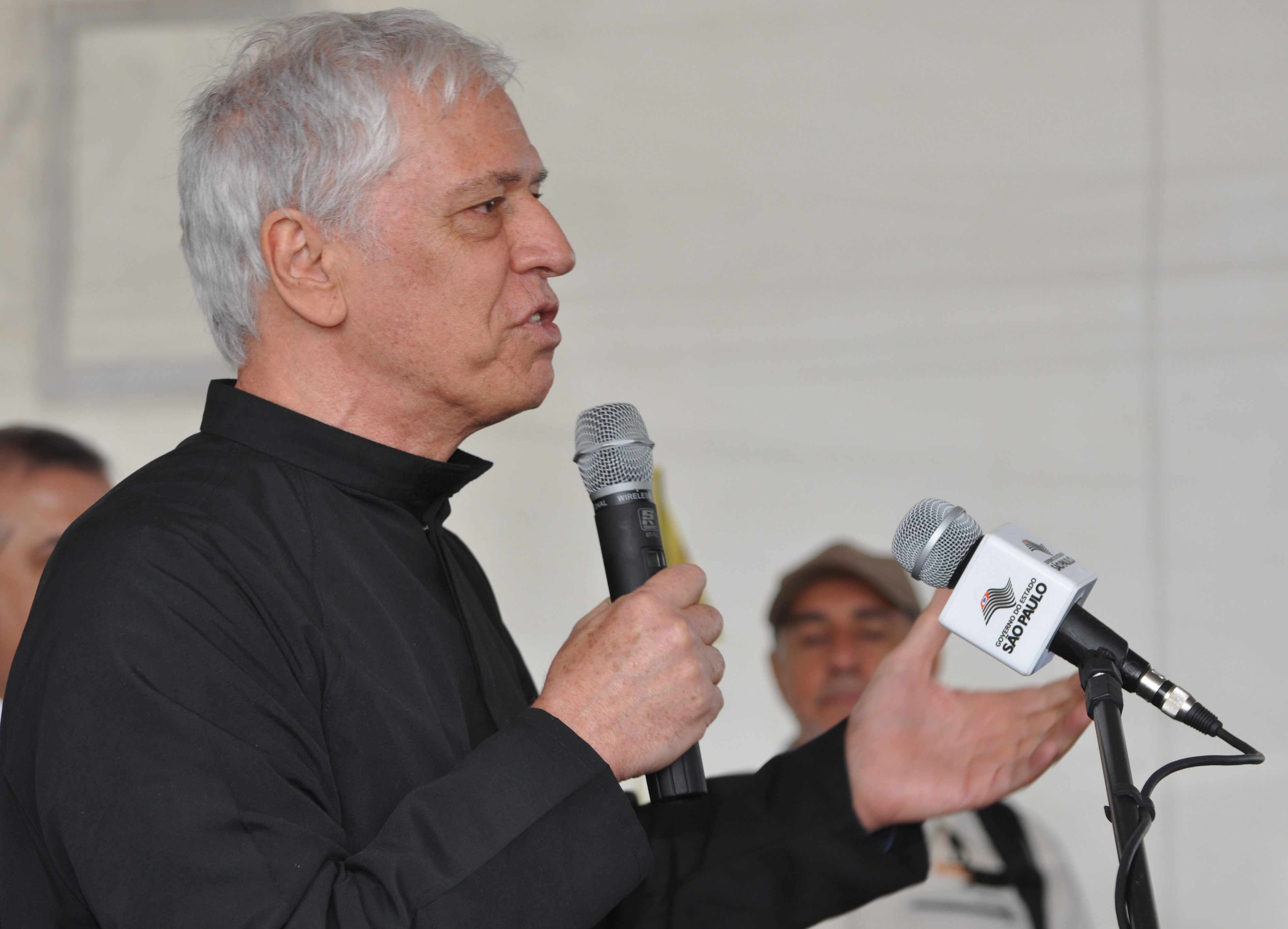
Nuno Leal Maia

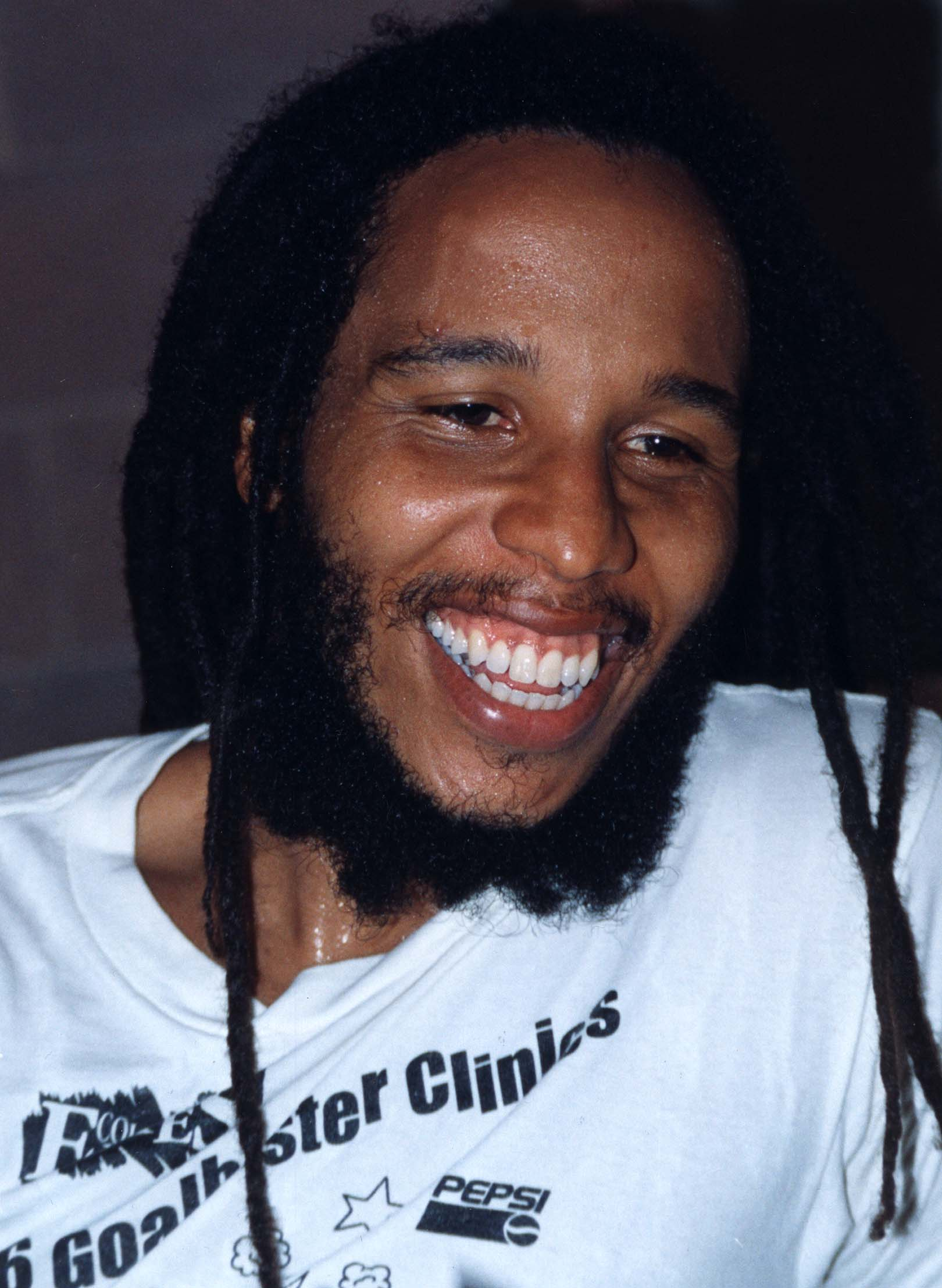
Ziggy Marley

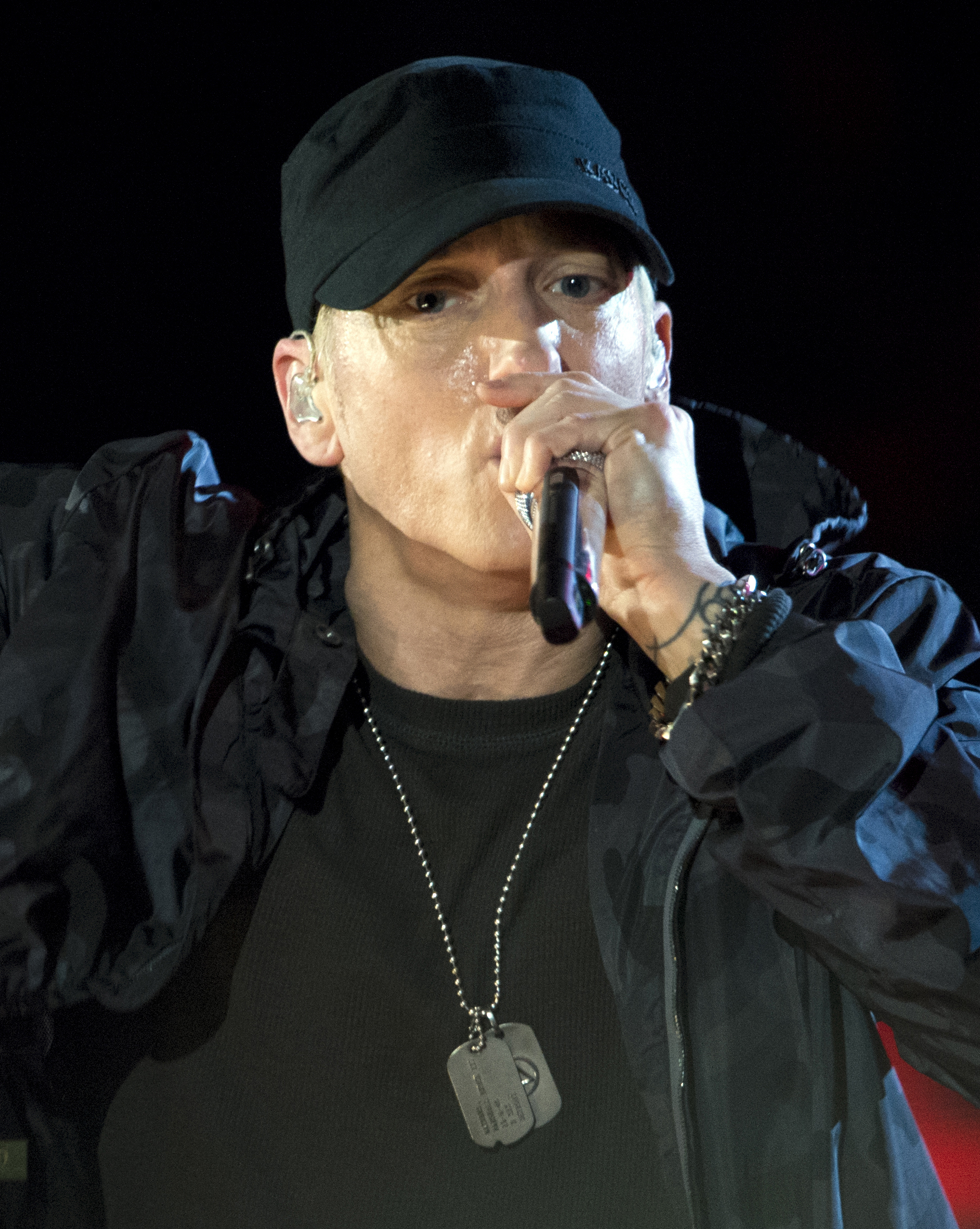
Eminem

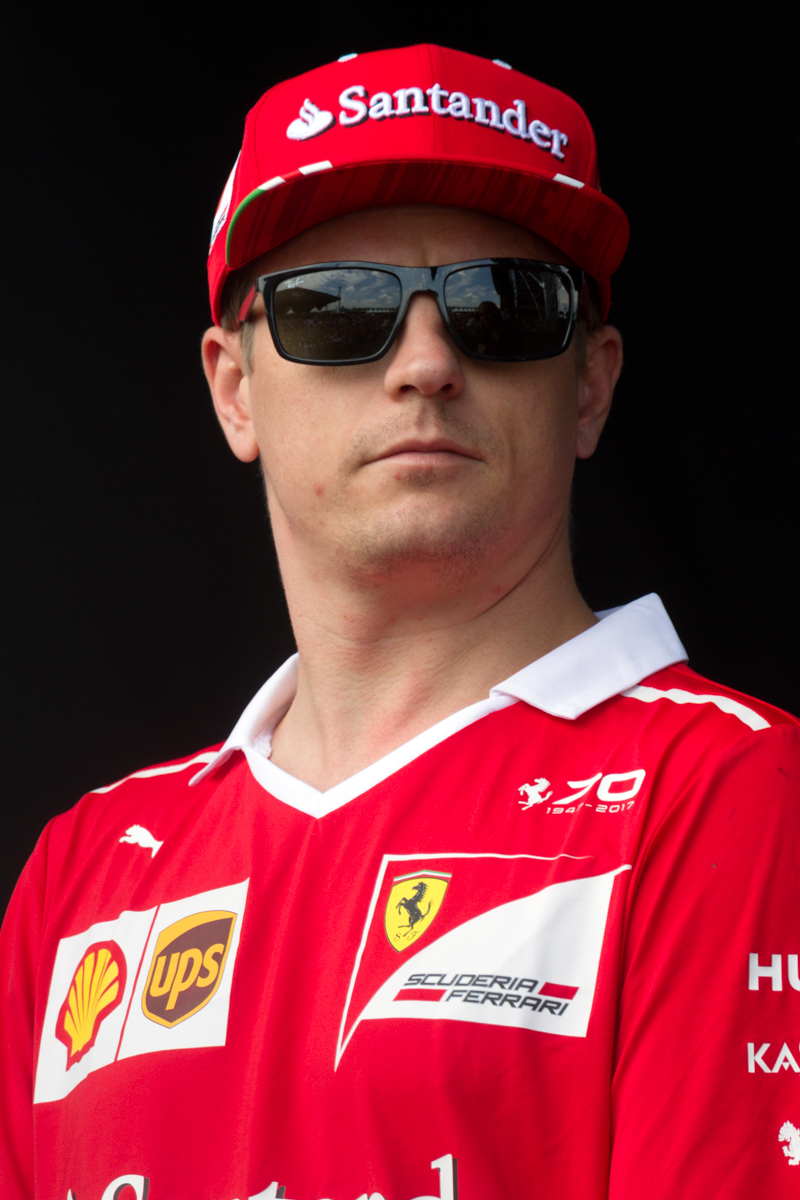
Kimi Räikkönen

### Anteriores ao século XIX
- 1253 — Ivo Kermartin, santo franciscano francês (m. 1303).
- 1517 — Amália de Cleves, poetisa alemã (m. 1586).
- 1577 — Cristófano Allori, pintor italiano (m. 1621).
- 1629 — Baltasar Carlos, Príncipe das Astúrias (m. 1646).
- 1740 — Lluís Jaume Vallespir, missionário e mártir espanhol (m.1775).
- 1759 — Jacob II Bernoulli, matemático suíço (m. 1789).
- 1760 — Conde de Saint-Simon, filósofo e socialista utópico francês (m. 1825).
- 1784 — Fructuoso Rivera, militar e político uruguaio (m. 1854).
- 1786 — François-Édouard Picot, pintor francês (m. 1868).
- 1797 — Juan Lavalle, militar e político argentino (m. 1841).

### Século XIX
- 1803 — Ferenc Deák de Kehida, político húngaro (m. 1876).
- 1813 — Georg Büchner, dramaturgo e escritor de poesia alemão (m. 1837).
- 1817 — Alfred Des Cloizeaux, mineralogista francês (m. 1897).
- 1818 — Tassilo von Heydebrand und der Lasa, enxadrista, diplomata e historiador alemão (m. 1899).
- 1820 — Édouard Roche, astrônomo francês (m. 1883).
- 1833 — José E. Díaz, militar paraguaio (m. 1867).
- 1847 — Chiquinha Gonzaga, compositora brasileira (m. 1935).
- 1853 — Maria Alexandrovna da Rússia (m. 1920).
- 1864 — Elinor Glyn, escritora e roteirista britânica (m. 1943).
- 1865 — Lucjan Żeligowski, militar e político polonês (m. 1947).
- 1867 — Josep Puig i Cadafalch, arquiteto espanhol (m. 1956).
- 1876 — Hippolyte Aucouturier, ciclista francês (m. 1944).
- 1883 — Alexander Sutherland Neill, educador e escritor britânico (m. 1973).
- 1886 — Spring Byington, atriz americana (m. 1971).
- 1888 — Paul Bernays, matemático suíço (m. 1977).
- 1892 — Theodor Eicke, general alemão (m. 1943).
- 1894
  - Renato de Bourbon-Parma (m. 1962).
  - Pablo de Rokha, poeta chileno (m. 1968).
- 1895
  - Arthur Duarte, cineasta português (m. 1982).
  - José Miguel Ramón Ydígoras Fuentes, político guatemalteco (m. 1982).
- 1896 — Romano Petrovich da Rússia (m. 1978).
- 1898
  - Shinichi Suzuki, violinista japonês (m. 1998).
  - Eileen Sedgwick, atriz estadunidense (m. 1991).
- 1900 — Jean Arthur, atriz estadunidense (m. 1991).

### Século XX

#### 1901–1950
- 1902 — Irene Ryan, atriz e comediante norte-americana (m. 1973).
- 1903
  - Nathanael West, escritor e roteirista estadunidense (m. 1940).
  - Leo Huberman, escritor e jornalista norte-americano (m. 1968).
- 1906 — Hans Haas, halterofilista austríaco (m. 1973).
- 1907 — John Marley, ator estadunidense (m. 1984).
- 1912 — Papa João Paulo I (m. 1978).
- 1913 — Robert Lowery, ator estadunidense (m. 1971).
- 1914 — Jerome Siegel, artista estadunidense (m. 1996).
- 1915 — Arthur Miller, dramaturgo estadunidense (m. 2005).
- 1918 — Rita Hayworth, atriz estadunidense (m. 1987).
- 1919
  - Zhao Ziyang, político chinês (m. 2005).
  - Isaak Markovich Khalatnikov, físico ucraniano (m. 2021).
- 1920
  - Montgomery Clift, ator estadunidense (m. 1966).
  - Miguel Delibes, jornalista e escritor espanhol (m. 2010).
- 1921 — Maria Gorokhovskaya, ginasta ucraniana (m. 2001).
- 1922 — Luiz Bonfá, músico brasileiro (m. 2001).
- 1924 — António Ramos Rosa, poeta português (m. 2013).
- 1925 — Len Graham, futebolista britânico (m. 2007).
- 1926
  - Julie Adams, atriz estadunidense (m. 2019).
  - Roberto Lippi, automobilista italiano (m. 2011).
- 1929 — Mário Wilson, futebolista e treinador de futebol moçambicano (m. 2016).
- 1931 — José Alencar, político e empresário brasileiro (m. 2011).
- 1933 — William Anders, ex-astronauta norte-americano (m. 2024).
- 1934
  - Johnny Haynes, futebolista britânico (m. 2005).
  - Jörg Schlaich, engenheiro alemão (m. 2021).
  - Alan Garner, escritor britânico.
- 1936
  - Hazem el-Beblaui, economista e político egípcio.
  - Hiroo Kanamori, sismólogo e geofísico japonês.
- 1937
  - Getúlio Teixeira Guimarães, bispo católico brasileiro (m. 2020).
  - Foday Sankoh, líder revolucionário serra-leonês (m. 2003).
  - Paxton Whitehead, ator britânico (m. 2023).
- 1938
  - Evel Knievel, motociclista estadunidense (m. 2007).
  - António Calvário, cantor português.
- 1939
  - Amancio Amaro, futebolista espanhol (m. 2023).
  - Tupãzinho, futebolista brasileiro (m. 1986).
  - Mengálvio, ex-futebolista brasileiro.
- 1940 — Castrinho, ator e humorista brasileiro.
- 1941 — Vidin Apostolov, futebolista búlgaro (m. 2020).
- 1943 — Henry Ramos Allup, político venezuelano.
- 1945
  - Graça Machel, política moçambicana.
  - Eliseu Godoy, ex-futebolista brasileiro.
  - Herondy, cantor brasileiro.
- 1946 — Bob Seagren, ex-atleta de salto com vara norte-americano.
- 1947
  - Augusto Damineli, astrônomo e astrofísico brasileiro.
  - Michael McKean, ator, compositor e músico estadunidense.
  - Nuno Leal Maia, ator brasileiro.
  - Osvaldo Castro, ex-futebolista chileno.
  - Valdir Espinosa, futebolista e treinador de futebol brasileiro (m. 2020).
  - Luís Carlos Galter, futebolista brasileiro (m. 2025).
- 1948
  - Akira Kushida, cantor japonês.
  - Margot Kidder, atriz canadense (m. 2018).
- 1949 — Bernd Siebert, político alemão (m. 2023).
- 1950
  - Howard Rollins, ator americano (m. 1996).
  - Philippe Xavier Ignace Barbarin, cardeal francês.
  - Sandra Reemer, cantora e apresentadora neerlandesa (m. 2017).

#### 1951–2000
- 1951 — Roger Pontare, músico sueco.
- 1954
  - Fafy Siqueira, atriz brasileira.
  - Mark Herman, roteirista e cineasta britânico.
- 1955
  - Sam Bottoms, ator e produtor de cinema estadunidense (m. 2008).
  - Elisa Ferreira, economista e política portuguesa.
- 1956
  - Pat McCrory, político estadunidense.
  - Guy Stéphan, ex-futebolista e treinador de futebol francês.
  - Antal Nagy, ex-futebolista húngaro.
  - Bernd Olbricht, ex-canoísta alemão.
- 1957
  - Lawrence Bender, produtor de cinema estadunidense.
  - Pino Palladino, músico britânico.
- 1958 — Alan Jackson, cantor e compositor estadunidense.
- 1959
  - Francisco Flores Pérez, político salvadorenho (m. 2016).
  - Ameenah Gurib, política mauriciana.
- 1960 — Bernie Nolan, cantora e atriz irlandesa (m. 2013).
- 1961
  - Alain Eyobo, ex-futebolista camaronês.
  - Joseph Jouthe, político haitiano.
- 1962 — Sacha Amback, músico, produtor e compositor brasileiro.
- 1963 — Sergio Goycochea, ex-futebolista argentino.
- 1965 — Cecilia Wikström, política sueca.
- 1966
  - Mário Antônio da Silva, arcebispo brasileiro.
  - Mark Gatiss, ator e escritor britânico.
- 1967
  - René Dif, cantor e ator norueguês.
  - Pedro González Vera, ex-futebolista chileno.
- 1968
  - Ziggy Marley, músico jamaicano.
  - Alejandra Ávalos, cantora mexicana.
  - William César de Oliveira, ex-futebolista brasileiro./
  - Graeme Le Saux, ex-futebolista britânico.
  - Rodolfo Cardoso, ex-futebolista e treinador de futebol argentino.
- 1969
  - Wyclef Jean, rapper haitiano.
  - Ernie Els, golfista sul-africano.
- 1970 — J. C. MacKenzie, ator canadense.
- 1971 — Andy Whitfield, ator britânico (m. 2011).
- 1972
  - Eminem, rapper e ator estadunidense.
  - Sharon Leal, atriz e cantora estadunidense.
  - Tarkan, cantor e compositor turco.
- 1974
  - Matthew Macfadyen, ator britânico.
  - Bárbara Paz, atriz brasileira.
  - Savatheda Fynes, velocista bahamense.
  - Ján Krošlák, ex-tenista eslovaco.
- 1976
  - Sebastián Abreu, ex-futebolista e treinador de futebol uruguaio.
  - Iranildo, ex-futebolista brasileiro.
- 1977
  - André Villas Boas, treinador de futebol e dirigente esportivo português.
  - Dudu Aouate, ex-futebolista israelense.
  - Noureddine Kacemi, ex-futebolista marroquino.
  - Stephen Wooldridge, ciclista australiano (m. 2017).
- 1978 — Sandro Schwarz, ex-futebolista e treinador de futebol alemão.
- 1979
  - Kimi Räikkönen, automobilista finlandês.
  - Marcela Bovio, cantora, compositora e violinista mexicana.
  - Deanna Russo, atriz estadunidense.
  - Alexandros Nikolaidis, taekwondista grego (m. 2022).
- 1980
  - Ekaterina Gamova, ex-voleibolista russa.
  - José Argote, árbitro de futebol colombiano.
  - Marina Glezer, atriz argentina.
  - Luciana Paes, atriz e cantora brasileira.
- 1981
  - Ben Rothwell, lutador estadunidense de artes marciais mistas.
  - Holly Holm, lutadora estadunidense de artes marciais mistas.
  - Liam Garrigan, ator britânico.
- 1982
  - Thiago Matias, ex-futebolista brasileiro.
  - Anna Tunnicliffe, velejadora estadunidense.
- 1983
  - Felicity Jones, atriz britânica.
  - Modesta Vžesniauskaitė, ex-ciclista lituana.
- 1984 — Chris Lowell, ator estadunidense.
- 1985
  - Sara Moreira, atleta portuguesa.
  - Max Irons, ator britânico.
- 1986 — Constant Djakpa, futebolista marfinense.
- 1987
  - Elliot Grandin, futebolista francês.
  - Bea Alonzo, atriz e cantora filipina.
- 1988
  - Wallyson, futebolista brasileiro.
  - Yuko Oshima, cantora e atriz japonesa.
  - Daniel Hérelle, futebolista martinicano.
  - Tori Matsuzaka, ator japonês.
- 1989
  - Charles Oliveira, lutador brasileiro de artes marciais mistas.
  - Sophie Luck, atriz australiana.
  - Carlos Eduardo, futebolista brasileiro.
- 1990
  - Nnamdi Oduamadi, futebolista nigeriano.
  - Saki Kumagai, futebolista japonesa.
  - Marius Copil, tenista romeno.
- 1991
  - Brenda Asnicar, atriz e cantora argentina.
  - Manu Trigueros, futebolista espanhol.
- 1992 — Jacob Artist, ator e cantor estadunidense.
- 1993
  - Kenneth Omeruo, futebolista nigeriano.
  - Vincent Poirier, jogador de basquete francês.
  - Milad Ebadipour, voleibolista iraniano.
- 1994
  - Bernard Mensah, futebolista ganês.
  - Raúl de Tomás, futebolista espanhol.
  - Pocah, cantora brasileira.
- 1995
  - Anton Mirantchuk, futebolista russo.
  - Aleksei Miranchuk, futebolista russo.
  - Benoît Cosnefroy, ciclista francês.
- 1996
  - Maria-Carolina de Liechtenstein.
  - Pedro Novaes, ator e músico brasileiro.
  - Cansu Özbay, voleibolista turca.
- 1997
  - Robert Williams, jogador de basquete norte-americano.
  - Gina Alice Stiebitz, atriz alemã.
  - Agustín Rogel, futebolista uruguaio.
- 1998 — Erin Kellyman, atriz britânica.

### Século XXI
- 2001
  - Isaiah Todd, jogador de basquete norte-americano.
  - Olav Kooij, ciclista neerlandês.
- 2013 — Phanchanokchon Phansang, ator tailandês.

## Mortes

João Agripino da Costa Doria Neto

Sandra Regina Machado

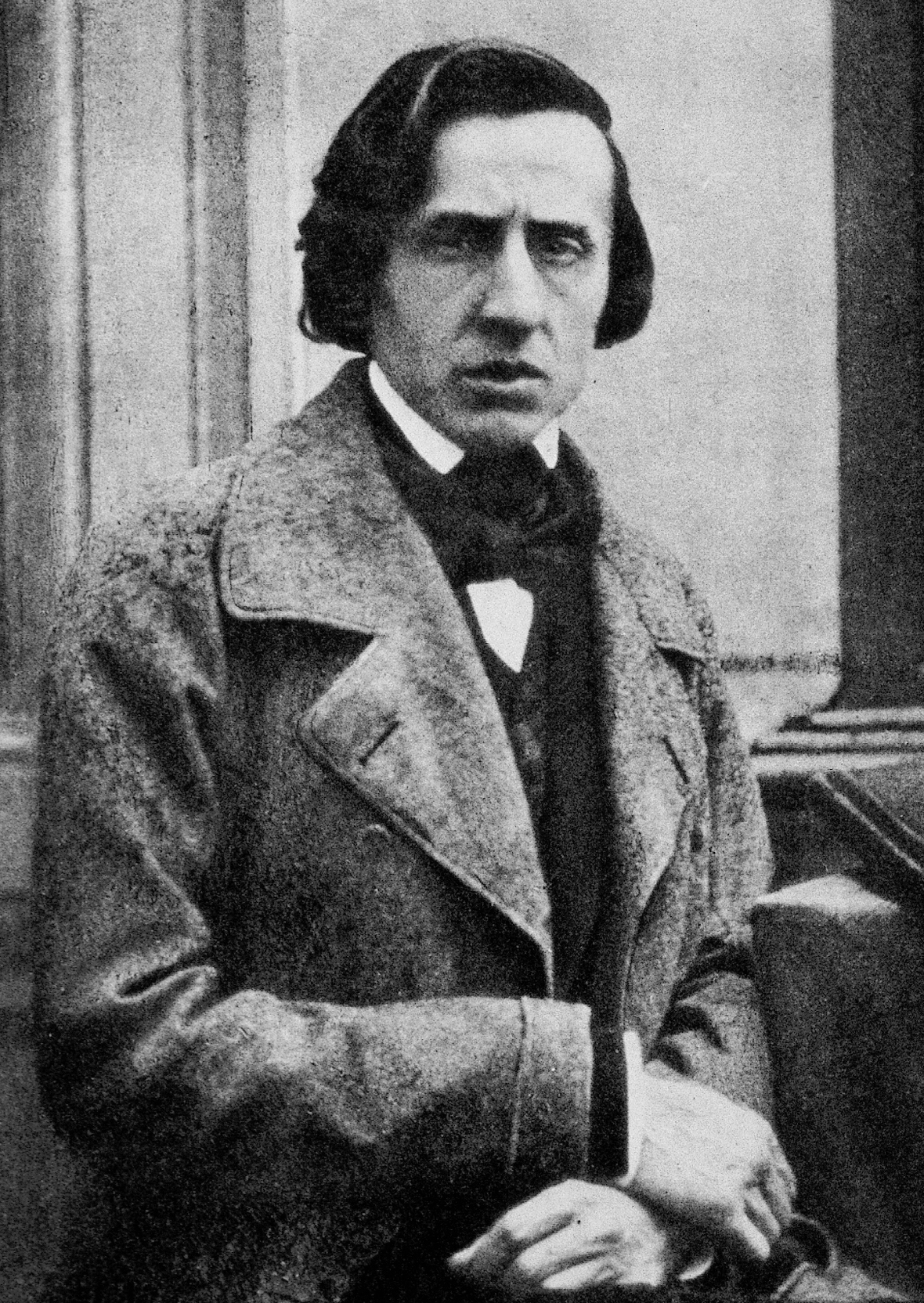
Frederic Chopin

### Anteriores ao século XIX
- 0532 — Papa Bonifácio II (n. ?).
- 0866 — Almostaim, califa abássida (n. 836).
- 1552 — Andreas Osiander, o Velho, teólogo protestante alemão (n. 1498).
- 1586 — Philip Sidney, cortesão, poeta e general inglês (n. 1554).
- 1690 — Margarida Maria Alacoque, mística francesa (n. 1647).
- 1757 — René-Antoine Ferchault de Réaumur, entomologista e acadêmico francês (n. 1683).
- 1786 — Johann Ludwig Aberli, pintor e ilustrador suíço (n. 1723).

### Século XIX
- 1806 — Jean Jacques Dessalines, militar e político haitiano (n. 1758).
- 1837 — Johann Nepomuk Hummel, compositor e pianista austríaco (n. 1778).
- 1849 — Frédéric Chopin, compositor polonês (n. 1810).
- 1887 — Gustav Kirchhoff, físico alemão (n. 1824).
- 1889 — Nikolai Gavrilovitch Tchernichevski, revolucionário socialista russo (n. 1828).
- 1893 — Patrice de Mac-Mahon, general e político francês (n. 1808).

### Século XX
- 1910 — Julia Ward Howe, poetisa e compositora norte-americana (n. 1819).
- 1938 — Karl Kautsky, teórico político alemão (n. 1854).
- 1962 — Natalia Goncharova, designer e pintora russa (n. 1882).
- 1967 — Puyi, imperador chinês (n. 1906).
- 1983 — Raymond Aron, filósofo e sociólogo francês (n. 1905).
- 1984 — Alberta Hunter, cantora de blues, compositora e enfermeira Estadunidense (n. 1895).
- 1987 — Ruby Dandridge, atriz americana (n. 1900).
- 1993 — Criss Oliva, músico estadunidense (n. 1963).
- 1999 — Hilton Gomes, jornalista brasileiro (n. 1924).
- 2000 — João Agripino da Costa Doria Neto, publicitário, psicólogo, advogado e político brasileiro (n. 1919).

### Século XXI
- 2002 — Yara Côrtes, atriz brasileira (n. 1921).
- 2005 — Ba Jin, escritor chinês (n. 1904).
- 2006 — Sandra Regina Machado, política brasileira (n. 1964).
- 2007
  - Francisco Egydio, cantor brasileiro (n. 1927).
  - Joey Bishop, artista estadunidense (n. 1918).
- 2008 — Angel Uribe, futebolista peruano (n. 1943).
- 2012
  - Kōji Wakamatsu, cineasta japonês (n. 1936).
  - Sylvia Kristel, atriz neerlandesa (n. 1952).
- 2019
  - Maurício Sherman, ator e diretor brasileiro (n. 1931).
  - Alicia Alonso, bailarina cubana (n. 1920).
  - Elijah Cummings, político estaduniense (n. 1951).

- 2024 — Mitzi Gaynor, atriz estadunidense (n. 1931).

## Feriados e eventos cíclicos

### Brasil
- Dia da Agricultura
- Dia do Eletricista
- Dia da Vacinação
- Dia do Topógrafo
- Dia da Indústria Aeronáutica Brasileira
- Dia Nacional do Profissional de Propaganda
- Dia Internacional para a Erradicação da Pobreza

### Cristianismo
- Herodião de Antioquia
- Inácio de Antioquia
- Notelmo de Cantuária
- Oseias

## Outros calendários
- No calendário romano era o 16.º dia (XVI) antes das calendas de novembro.
- No calendário litúrgico tem a letra dominical C para o dia da semana.
- No calendário gregoriano a epacta do dia é vi.